# El Bajo (paroisse civile)
Pour les articles homonymes, voir El Bajo.
El Bajo est l'une des sept paroisses civiles de la municipalité de San Francisco dans l'État de Zulia au Venezuela. Sa capitale est El Bajo.